# Форен-Линден
Форен-Линден (њем. Fohren-Linden) општина је у њемачкој савезној држави Рајна-Палатинат. Једно је од 96 општинских средишта округа Биркенфелд. Према процјени из 2010. у општини је живјело 355 становника. Посједује регионалну шифру (AGS) 7134026.

## Географски и демографски подаци
Форен-Линден се налази у савезној држави Рајна-Палатинат у округу Биркенфелд. Општина се налази на надморској висини од 400 метара. Површина општине износи 6,6 km². У самом мјесту је, према процјени из 2010. године, живјело 355 становника. Просјечна густина становништва износи 54 становника/km².